# Obroatis ocellata
Obroatis ocellata là một loài bướm đêm trong họ Erebidae.